# Україна в огні
«Україна в огні» — кіноповість Олександра Довженка, присвячена подіям Другої світової війни на території України, долі сільської родини та простих селян.

## Історія написання та публікації
Кіноповість «Україна в огні» Олександр Довженко почав писати на початку війни. Письменник перебував під сильними враженнями від страшних руйнувань і численних жертв, тому свої переживання та спостереження швидко оформив у публіцистичний нарис «Україна у огні» та оповідання «На колючому дроті» (1942), «Перемога» (1942) і «Незабутнє» (1942). Свої напрацювання автор прочитав у прифронтовій смузі поблизу с. Померки членові Військової Ради, генерал-лейтенантові Микиті Хрущову, якому твір надзвичайно сподобався.
У серпні 1943 року в с. Малі Проходи Липецького району на Харківщині Нікіта Хрущов зібрав групу інтелігенції, яка мала виступити перед бійцями. Тоді всі з нетерпінням чекали послухати правдивий твір про війну, який написав Олександр Довженко. Проте несподівано виявилося, що рукопис «України в огні» зник. Як стало відомо потім, кіноповість потрапила на стіл Лаврентія Берії, який передав текст до розгляду Сталіну.
Уривки сценарію кіноповісті з'явилися в друкованому вигляді на сторінках преси у вересні 1943 року. Радянська влада відразу ж зреагувала на цей текст, висловивши обурення. 26 листопада 1943 року Олександр Довженко пише у своєму щоденнику: «…моя повість „Україна в огні“ не вподобалася Сталіну, і він її заборонив для друку і для постановки».
У ніч із 30 на 31 січня 1944 року було скликано спеціальне засідання політбюро ВКП (б) за участі Молотова, Берії, Мікояна, Хрущова та ін., на якому відбулося «кремлівське розп'яття» Олександра Довженка. Сам автор про цей день згадує так:
|                                    | Сьогодні роковини моєї смерті. Тридцять першого січня 1944 року мене було привезено в Кремль. Там мене було порубано на шмаття і окривавлені частини моєї душі було розкидано на ганьбу й поталу на всіх зборищах... Я тримався рік і впав. Моє серце не витримало тягаря неправди й зла. Я народився і жив для добра і любові. Мене вбила ненависть великих якраз у момент їхньої малості |
| — зі щоденника Олександра Довженка | |

Збереглася стенограма Сталіна, де він гнівно критикує письменника і його твір. Він називає «Україну в огні» «спробою ревізії ленінізму», «виступом проти партії, проти радянської влади, проти колгоспного селянства». Основними обвинуваченнями Сталіна були націоналістиче спрямування твору та нехтування ідеями інтернаціоналізму.
|                                        | Сталін вважав за необхідне придушити гідру націоналізму в зародку… зробіть головного героя не росіянином, а українцем, і вам пробачать усі гріхи |
| — Віра Агеєва, "За лаштунками імперії" | |

Жорстока розправа стала вирішальною для Олександра Довженка. Українського митця звільнили з роботи, а це означало повне усунення його від кінематографічної діяльності. 1949 року на екрани вийшла остання прижиттєва кінокартина автора «Мічурін».
Перше видання кіноповісті «Україна в огні» з'явилося 1966 року, а повна публікація твору — 1995 року.

## Головні герої
Лаврін Запорожець – батько п'яти синів; на вимогу фашистів обраний старостою села; убив Заброду та Людвіга фон Крауза; був звинувачений у зраді радянської влади.
Тетяна – дружина Лавріна; убита Еріхом фон Краузом.
Їхні діти:
- Роман – прикордонник;
- Іван – артилерист;
- Савка – чорноморець;
- Григорій – агроном;
- Трохим – рільник;
- Олеся – кохана Василя Кравчини, ідеал української дівчини.

Дід Демид – пасічник, якого повісили за те, що його бджоли покусали німецьких солдат.
Христя Хутірна – подруга Олесі; найтрагічніший жіночий образ у творі; одружується з Антоніо Пальмо, щоб вижити.
Петро Хутірний – дезертир; став поліцаєм; смертельно поранив свого батька.
Купріян Хуторний – батько Христі й Петра.
Антоніо Пальма – капітан італійського карного загону; чоловік Христі Хуторної.
Василь Кравчина – танкіст-червоноармієць; коханий Олесі.
Ернст фон Крауз – старий полковник німецької розвідки; «Правитель» українських земель.
Людвіг Крауз – лейтенант; син Ернеста фон Крауза; намісник на території України.
Максим Заброда.
Левчиха – односельчанка Лавріна Запорожця; прийшла його нагодувати в концтаборі.

## Сюжет
Знайомство з родиною військових, Запорожців, у якій проводжають синів на фронт. Хлопці ще не встигають роз'їхатися, як розпочинається бомбардування, під час якого вбито Савка та поранено матір. Іншим синам вдається втекти.
Дочка Олеся запрошує до себе переночувати Василя. Вона боїться приходу ворогів і їхніх знущань, тому вирішує віддати свою дівочу честь хлопцеві. Василь, вагаючись, погоджується.
Німці захоплюють село, тепер головні у громаді полковник Ернст фон Крауз та його син Людвіг Крауз. Політика молодого Крауза – налаштувати українців один проти одного, тому він обирає поліцію, старосту та начальника поліції з односельців.
Лаврін Запорожець стає старостою. Він складає список молодих людей, яких мають забрати на роботи в Німеччину. Олеся в той список спочатку не потрапляє, тому односельці починають виявляти своє невдоволення. Зрештою, дівчина їде з України.
Лаврін планував утечу молоді за допомогою партизан, проте нічого не вийшло. За зраду чоловіка було покарано та заарештовано. Лавріну Запорожцю разом з односельцями вдається звільнитися. Вони вбивають молодого Крауза, за що старий полковник спалив село.
Олеся потрапляє в Німеччину, де торгують українськими дівчатами. Так дівчина потрапляє до дружини Крауза. Після страшних випробувань у страждань Олесі Запорожець вдається повернутися в рідну Україну. Тут вона дочекалася свого коханого Василя.
|                                        | Роман Запорожець з батьком в'їжджав у рідне спалене село. За ними їхав обоз, поранені кричали „ура“ і плакали від радості. Бійці величали артилеристів Кравчини, які були поранені, але щасливі, що виконали свою величну місію. Олеся стояла біля криниці з відрами. Проходило військо на захід. Бійці пили воду і весело дякували. Дівчині хотілося бігти шукати Василя, але щось їй підказувало, що він сам прийде до неї. І він прийшов. „Це був він і не він… Щось було в ньому інше, щось незмірне, невимовне“. Василь теж був вражений її зміною і сказав: „Яка ти красива!“ — гладячи її сиву голову. До спаленої хати прийшли Лаврін, Роман, Іван Запорожець. Не було тільки серед них матері, діда Демида, Савки, Григорія… Стали укупі коло печища і заспівали улюблену материну пісню: Ой піду я до роду гуляти, Таж у мене увесь рід багатий… Вранці Олеся знов проводжала на війну весь свій рід |
| — Олександр Довженко, "Україна в огні" | |

Олександр Довженко наголошував, що в його творі помітні «сліди битви сценариста з письменником». Іпостась письменника воліла висловитися якнайяскравіше. Саме з цієї причини у творі наявні вставні оповідання, епізоди, спогади, аналітичні роздуми та ліричні відступи. Проте Довженко-кіносценарист створив життєві колізії дійових осіб, що швидко змінювалися одна одною.

## Особливості та проблематика твору
Саме Україна прийняла на себе перші в СРСР удари німців; найстрашніші і найбільші битви відбувалися на її полях, і вся вона палала у вогні та стражданнях. Ці картини з жалем і болем, а ще більше — із жагучою ненавистю до ворогів змальовує автор:
|  | Горять жита на многі кілометри, палають, топчуться людьми, підводами… Ревуть аероплани. Мечуть бомби. Розсипаються вершники по полю, мов птиці… Крик, і плач, і височенний зойк поранених коней. |

### Проблема зрадництва
Повна розгубленість серед населення, розгубленість у військах перед раптовою залізною навалою. Сини Купріяна Хуторного, одного з героїв кіноповісті, стали дезертирами, повернулися додому і виправдовуються перед батьком:
|  | У нас, тату, – генерал пропав. Застрелився, бодай його сира земля не прийняла... Розгубилися ми… Мости, тату, зірвані. Плавати не вміємо. |

Письменник дошукується причин зрадництва і говорить про них у прямих авторських зверненнях до читача. Ці слова звучать гнівним обвинуваченням державній політиці за виховання молоді:
|  | У грізну велику годину життя свого народу не вистачило у них ні розуму, ні великості душі. Під тиском найтяжчих обставин не одійшли вони на схід зі своїм великим товариством, що йому потім судила доля здивувати світ своїми подвигами. Звиклі до типової безвідповідальності, позбавлені знання урочистої заборони і святості заклику, мляві їх натури не піднялися до висот розуміння ходу історії, що кликала їх до велетенського бою, до надзвичайного. І ніхто не став їм у пригоді з славних прадідів історії, великих воїнів, бо не вчили їх історії. Не помогли й близькі рідні герої революції, бо не шанували їх пам'ять у селі. Серед перших ударів долі загубили вони присягу свою, бо слово „священна“ не дзвеніло в їх серцях урочистим дзвоном. Вони були духовно беззбройні, наївні й короткозорі. |

Про таку ахіллесову п'яту українського народу знають навіть вороги. Німецький офіцер Ернст фон Крауз говорить своєму синові:
|  | Ці люди абсолютно позбавлені вміння прощати один одному незгоди навіть в ім'я інтересів загальних, високих. У них немає державного інстинкту… Ти знаєш, вони не вивчають історії. Дивовижно. Вони вже двадцять п'ять літ живуть негативними лозунгами одкидання бога, власності, сім'ї, дружби! У них від слова „нація“ остався тільки прикметник. У них немає вічних істин. Тому серед них так багато зрадників… |

### Проблема біженства та розколу нації зсередини
Війна підняла на ноги всю Україну. Тисячі біженців, переважно жителі міст, їхали на схід. А селяни, прив'язані «тисячолітніми узами до землі», не могли всі виїхати, тому дивилися услід тим, хто виїжджав, і говорили:
|  | А куди ж вони ото їдуть, бодай їм добра не було! Щоб вони бігли й не переставали! Та нащо ж їх везуть машинами? Може б, машини та на щось інше пригодилися! |

Ті, що їхали в тил, питали один одного:
|  | Слухайте, чому вони не тікають? Ви бачите? Вони не тікають? – Ну, ясно. Чого ж їм тікати? Вони ждуть німців. |

Так розколювалася нація зсередини, і це ще один із трагічних наслідків війни, який переживатиме народ ще довгі роки після закінчення війни. А з наближенням фронту ще більше поглибилася прірва між тими, хто їхав у тил, і тими, хто йшов чи залишався:
|  | Пролітали вантажні машини різних снабів, воєнторгів, управлінь, постачань. Холодні, злі шофери, здавалось, не бачили нічого на дорозі. Не бачили й пасажири. Чимало серед них було нікчемних людей, позбавлених глибокого розуміння народної трагедії. Недорозвиненість звичайних людських відносин, скука формалізму, відомственна байдужість чи просто відсутність людської уяви і тупий егоїзм котили їх на державних гумових колесах мимо поранених. |

### Проблема жінки на війні
Найстрашніше було те, що «державні діячі середньої руки», самі втікаючи, звинувачували інших у паніці, приховували правду. Василь Кравчина, почувши розмову голови виконкому одного містечка Н. Лиманчука з двома дівчатами про відступ, із гіркотою вигукнув їм:
|  | Тікайте, сестри мої, тікайте. Бо прийдуть німці, понівечать вас, заразять хворобами, поженуть у неволю, а цей незгораємий шкаф, – показав Василь на голову, – що збирається тікати, повернеться потім та й судитиме вас за розпусту. |

Так і сталося потім з героїнею твору – Христею й сотнями інших дівчат, яким довелося пройти всі кола нацистського пекла, а потім ще й постати перед судом холодних та бездушних «незгораємих шкафів», які вирішили, що саме вони – провідники державної політики, лінії партії.

### Атмосфера війни
Довгою, дуже довгою була війна. І крові пролилося багато, як зазначає письменник, «більше ніж би могло пролитись. І страждань».
Автор показує усю глибину народного горя в окупації – довелося й орати замість коней та волів, і віддавати цвіт нації – найкращих юнаків та дівчат – у Німеччину на каторжні роботи, зазнавати принижень, гинути у вогні пожеж, під дулами німецьких автоматів, на шибеницях. Ось лише один з таких страшних епізодів, змальованих у кіноповісті. Ернст фон Крауз, якого переслідували партизани, погано спав. А розплата за це була страшна:
|  | Сотні нещасних людей, розстріляних, покалічених, з вирізаними на грудях і на лобі зірками, згоріли тієї ночі в селі, замкнуті в палаючих клунях і церквах. Розплатилися за німецький хворобливий сон тяжкими муками у вогні українські діти. |

Невблаганна війна не раз і не двічі прокочувалася українською землею, збільшуючи число жертв і розруху. Автор подає зловісний пейзаж, від якого стає, моторошно:
|  | Димом сходили обрії. Вогняні вали з громом і гуркотом не один раз перекочувалися із сходу на захід і з заходу на схід. Мертві танки чорніли на полях грізними своїми тушами, неначе вимерлі страховища в пустелі. І куди не поїхати, куди не піти, – всюди несло духом непохованого людського трупу. Міновані нескошені поля були сповнені зловісних таємниць. |

Безмірною була трагедія простих, рядових воїнів, які прийняли на свої плечі увесь тягар битви за рідну землю. Цих боїв не витримували ні звірі, ні птахи, ні плазуни:
|  | Такий страшний був світ у бою. Одна лише людина могла витерпіти бій… |

Опис бойових дій займає у Довженка кілька сторінок. Але це біль зраненого серця, це крик душі:
|  | Люди, схаменіться!» |

Побачене, відчуте й пережите письменник пропускає через призму мистецького сприйняття і з великим талантом подає читачам:
|  | Повітряні хвилі й буйні завихрення од пролітаючих великих снарядів і вибухів мін зривали людей з землі, крутили їх угорі, як осінній лист, і кидали на землю. Все повітря прийшло в шалений рух, все воно, вся атмосфера звучала, ревла, вибухала, крякала і гриміла тисячами громів, повітря горіло. На бійцях загоралися сорочки. …Сім раз сходилися бійці з противником. Сім найтяжчих німецьких атак одбили вони вщент, в порох, в дим. Тридцять шість ворожих танків палало вже перед ними і позносило до неба грізну їхню славу. Трупу ворожого лежало між танками множество. |

І таких смертельних боїв було безліч, а закінчувалися вони найчастіше одним:
|  | Все віддали. Все до останньої нитки. Поквиталися з життям, з війною, з ворогами на всю силу. Не мудрували, не ховались по резервах і тилах, не обростали родичами на простих своїх артилерійських постах. Не видушували з малих своїх талантів великої користі, …не любили виставлятися напоказ ні в цілому вигляді, ні в пораненому, ні в яких доблестях… |

### Герої й жертви війни
Автор називає цих героїв поіменно, а за ними постає весь героїчний народ, який грудьми захистив землю від нацистської орди. У цьому списку, відповідно до історичної правди, ми бачимо не лише прізвища українців, а й росіян, грузинів, представників різних національностей, усіх, хто плечем до плеча воював проти німців. Тому безпідставним видається звинувачення О. П. Довженка в націоналізмі (в гіршому розумінні цього слова).
Письменник захоплюється мужністю своїх героїв, прославляє їх подвиг у віках, хоч серце його при цьому обливалося кров'ю за марно втраченими силами і життями.
|  | Як билися люди! Немов цілі століття незламної упертості і бойових щедрот розкрилися раптом в Вернигорах, Труханових, Вовках і Якимахах. Рідна батьківська земля умножила їх гнів і силу бойового запалу. Вони немов уросли в землю, і коли німці були вже зовсім близько, вони встали як один і пішли в атаку якраз проти середини грізного німецького валу. |

Жертви війни, мучениці, як Христина Хуторна, правомірно ставлять запитання своїм суддям: чому ж вони виросли не горді, не достойні і не свідомі? І самі ж дають відповідь, що до війни «міряли дівочі… чесноти головним чином на трудодень і на центнери бурякові…», не дбаючи про виховання гідності та духовний розвиток.
Цікавий напружений діалог Лавріна Запорожця і Максима Заброди на колючому дроті концтабору. Обидва вони українці, але між ними прірва: розкуркулення, страждання на чужині, голод і холод Сибіру з одного боку та віра в справедливість ідей «вождів пролетаріату» з другого.

### Фінал кіноповісті
Закінчується кіноповість так, як і починається – щасливою зустріччю хоч і поріділого, але багатого на красивих та сильних людей роду Запорожців. Знову лунає улюблена материна пісня, хоч і без неї (мати загинула разом зі своїм селом). Тепер уже Олесі, як хранительниці роду, доводиться проводжати на війну свій рід:
|  | А рано-вранці Олеся знов проводжала на війну весь свій рід, аби ніколи не подумали лихі люди, що не був він щедрим на кров і вогонь, послані йому ганебною історією Європи. |

Отже, рід залишився жити, і це глибокий довженківський символ безсмертя українського народу.

## Жіночі образи у творі
Усе найкраще, що є в українському етносі, Довженко втілив у величних, прекрасних образах жінок. Усі вони трагічні й уособлюють та конкретизують загальний образ України. Це й берегиня роду – Тетяна Запорожець, і її дочка Олеся, Христя Хуторна, Мотря Левчиха й інші.

### Олеся
Усі жінки змальовані з великою симпатією, проте Олеся найбільш імпонує автору. Красива і чепурна, невсипуща в роботі і скромна, цнотлива й співуча. Олеся «співала так голосно і так прекрасно, як не снилось, ні одній припудреній артистці», «була вона тонкою, обдарованою натурою, тактовною, доброю, роботящою і бездоганно вихованою чесним родом». Велика патріотка своєї нації, дівчина глибоко переживає всенародну біду – окупацію. Вражена нападом німців, притуливши руки до грудей, вона чисто по-жіночому вигукує: «Ой Боже мій! Що ж воно буде з нами?» З «нами» – тобто з родом, рідним селом, усією Україною.
Є в кіноповісті незвичайно смілива сцена, не властива українській літературній і моральній традиції, коли Олеся, не бажаючи бути зґвалтованою кимось з окупантів, свідомо пропонує себе першому з воїнів, що відступають (ним виявився Василь Кравчина). Перша ніч незайманих дівчини й парубка, у яку вони перед Богом і собою стали чоловіком та жінкою, описана в народному, пісенному дусі.
Не випадкове й ім'я головної героїні. Незвичайно сильні українські жіночі характери з таким же іменем були в П. Куліша, Б. Грінченка, А. Чайковського та інших прозаїків і поетів України.

### Христя
Усі жіночі образи повісті трагедійні, а образ Христі Хуторної серед них – найтрагічніший. Дівчину привселюдно в партизанському загоні було суджено за щирість і правду, за добре слово про свого чоловіка, італійського офіцера.
Відвертість Христини збивала прокурора з пантелику:
|  | – Де твоя національна гордість, де твоя людська гідність? Де твоя дівоча честь? (...) – Я знаю, що не вийти мені звідси живою… Так скажіть мені хоч перед смертю, чому ж оцього в мене нема? А де ж воно, людоньки? Рід же наш чесний… Яка я повія? Мучениця я. Сльозами проводжала вас, сльозами і стрічаю. Чому я виросла не горда, не достойна і не гідна? Чому в нашому районі ви міряли наші чесноти на трудодень і на центнери бурякові? Націоналістка я? Яка там? Я не признала вас за свого суддю: я пам'ятаю вас. Ви прошмигнули через наше село. Я наливала вам воду в радіатор, а ви лаялись так голосно й гидко. Я плакала тоді і, плачучи, запитала вас, чи будуть німці в нашому селі: може б, я втекла? Пам'ятаєте, що ви мені сказали? Ви назвали моє питання провокаційним. От я й осталась під німцем, повія і стерво. От ви чисті, а я ні. От ви презираєте мене, загрожуєте смертю. А я хочу вмерти, хочу! Чим ви можете покарати мене? |

Так з підсудної Христя стала обвинувачем свого судді й силою народної правди засудила його до вічної ганьби як людину несправедливу, брутальну й глибоко аморальну, як прокурора окупаційного режиму.

### Жіночі образи як уособлення України
Олеся і Христя – два основні компоненти образу України: перша – її поетична душа, а друга – її трагічна доля. Виразність і емоційність образів дівчат посилює материнське слово-плач.
«Донечко моя, до останнього подиху свого молитимусь я зорями вечірніми і ранішніми, щоб обминуло тебе горе лихе і лихая наруга. Щоб вистачило тобі силоньки у неволі, щоб не покинула тебе надія, голубонько моя…» — тужила Тетяна Запорожець, пригортаючи до себе дочку востаннє перед від'їздом на примусові роботи в Німеччину. Це хвилююче материнське напучування є алюзією на прадавні українські плачі: від плачу Ярославни до сучасних «плачів» Оксани Лятуринської і Тодося Осьмачки.